# Gry wideo. Zarys poetyki
Gry wideo. Zarys poetyki (obroniona jako Poetyka gier wideo) – rozprawa doktorska z 2013 roku autorstwa polskiego groznawcy Piotra Kubińskiego, opublikowana w 2016 roku nakładem wydawnictwa Universitas.

## Tematyka
Piotr Kubiński w swojej rozprawie użył aparatu semiotycznego, medioznawczego oraz komparatystycznego, aby dowieść związków gier komputerowych z popularnymi tekstami kultury: filmami, książkami oraz reklamami. Pierwszy rozdział pracy omawia szczegółowo zjawisko immersji, tzn. typu poetyki gier komputerowych, który umożliwia odbiorcy zanurzenie się w świecie gry. Kubiński odwołuje się również do pojęcia teleobecności, które oznacza takie wykorzystanie technologii, „które pozwala podmiotowi odnieść sensoryczne wrażenie, że znajduje się on w innej części przestrzeni fizycznej”. Drugi rozdział rozprawy poświęcony jest wynalezionemu przez Kubińskiego (w kontekście gier) pojęciu emersji, czyli „grupie zjawisk naruszających lub niwelujących poczucie zanurzenia w cyfrowej rzeczywistości”. Emersja może być przypadkowym, rutynowo stosowanym albo świadomym zabiegiem ze strony twórców. 
Dwie pierwsze możliwości Kubiński grupuje pod pojęciem technicznej deziluzji (np. błędnie wyświetlanych tekstur oraz przeszkód blokujących ruch bohatera), natomiast trzecia objawia się w postaci eksponowania materialności gry, odniesień zewnątrztekstowych, bezpośredniego zwrotu fikcyjnych postaci do gracza, wreszcie podważania obiektywizmu sytuacji narracyjnej. Emersja zdaniem Kubińskiego nie jest zjawiskiem zupełnie nowym w kulturze; jej ślady można odnaleźć w dziełach sztuki takich jak film Persona Ingmara Bergmana czy też Konstytucja 3 Maja Jana Matejki, jednak najlepiej urzeczywistnia się właśnie w grach komputerowych.

## Odbiór
Rozprawa Gry wideo. Zarys poetyki została pozytywnie przyjęta przez groznawców. Sonia Mrzygłocka pisała, że „treść rozprawy świadczy nie tylko o dobrym przygotowaniu merytorycznym autora, ale też o tym, iż potrafi on wyjątkowo sprawnie poruszać się w świecie samych gier”. Stanisław Krawczyk uznał rozprawę Kubińskiego za „oryginalną (chyba również w skali międzynarodowej), w zdecydowanej większości konsekwentną, starannie udokumentowaną bibliograficznie analizą konstytutywnych właściwości gier wideo”. Praca Kubińskiego została uhonorowana nagrodą Polskiego Towarzystwa Komunikacji Społecznej za najlepszy doktorat w zakresie nauk o mediach i komunikowaniu.